# 堀夏子
堀 夏子（ほり なつこ、1981年 - ）は、日本の女優。2005年桜美林大学総合文化学科卒業。劇団「青年団」所属（2005年 - ）。

## 出演

### 舞台
- 「東京ノート」
- 「もう風も吹かない」
- 「ソウル市民」
- 「銀河鉄道の夜」
- 「アンドロイド版 三人姉妹」
- 「北限の猿」
- 「砂と兵隊」

### テレビドラマ
- 監獄のお姫さま（2017年） - 若井ふたばの母

### 映画
- 「ほとりの朔子」
- 「3泊4日、5時の鐘」